# 대니얼 펨버턴
대니얼 펨버턴(영어: Daniel Pemberton, 1977년 11월 3일 ~ )은 영국 출신의 작곡가이다. 2010년 《간절한 로맨스》(Desperate Romantics) OST로 아이버 노벨로 어워드를 수상했다.

## OST 담당 영화
| 연도 | 제목               | 감독            | 비고 |
| ---- | ------------------ | --------------- | ---- |
| 2013 | 카운슬러           | 리들리 스콧     |      |
| 2014 | 쿠바 퓨리          | 제임스 그리피스 |      |
| 2015 | 맨 프롬 U.N.C.L.E. | 가이 리치       |      |
| 2015 | 스티브 잡스        | 대니 보일       |      |